# Wolfgang Dietrich Asmus
Wolfgang Dietrich Ludwig Erhard Konrad Heinz Valentin Asmus (* 24. September 1908 in Teterow; † 13. Februar 1993 in Hannover) war ein deutscher Prähistoriker.

## Leben
Wolfgang Dietrich Asmus wurde als Sohn des Mediziners und Heimatforschers Rudolf (Wilhelm Friedrich Theodor) Asmus (1875–1965) geboren. Nach dem Besuch des Realgymnasiums studierte er von 1928 bis 1932 Archäologie, Geologie und Anthropologie an den Universitäten Rostock, Greifswald, Wien und Kiel. In Rostock schloss er sich der Turnerschaft Baltia im VC an. 1935 erfolgte die Promotion in Kiel mit der Dissertation Tonwarengruppen und Stammesgrenzen in Mecklenburg während der ersten beiden Jahrhunderte nach der Zeitenwende.
Im selben Jahr wurde er Mitarbeiter am Provinzialmuseum Hannover, dem heutigen Niedersächsischen Landesmuseum. Zunächst war er als wissenschaftlicher Hilfsarbeiter, ab 1940 als Kustos und von 1953 bis 1974 als Direktor der Urgeschichtsabteilung tätig. Daneben war er bis 1961 Landesarchäologe für die ehemalige Provinz Hannover. 1950 war er Mitbegründer, dann Schriftführer und bis 1974 Vorsitzender (ab 1975 Ehrenvorsitzender) des Niedersächsischen Landesvereins für Urgeschichte. Ab 1953 war er Redakteur der Vereinspublikation Die Kunde.
Wie bereits der Vater Rudolf Asmus sich neben seinem Beruf als Mediziner mit der Heimatkunde befasste, taten dies auch seine Geschwister. Die Schwester Gisela Asmus (* 1905)  wurde Anthropologin und Prähistorikerin, der Bruder Gerhard Ulrich Asmus (* 1913) Arzt und Heimatkundler. Alle waren Verfasser von Schriften zur Geschichte Mecklenburgs.

## Schriften (Auswahl)
- Tonwarengruppen und Stammesgrenzen in Mecklenburg während der ersten beiden Jahrhunderte nach der Zeitenwende (Dissertation, Universität Kiel 1938).
- Aus Teterows längst vergangenen Tagen. In: Ostmecklenburgische Heimat. Band 4, 1931, S. 113–117 (online).
- Mecklenburgs Not im dreißigjährigen Krieg. In: Ostmecklenburgische Heimat. Band 4, 1931.
- Teterow vor und nach dem dreißigjährigen Krieg. In: Ostmecklenburgische Heimat. Band 6, 1933, S. 17–21 (online).
- Das Teterower Wappen, ein Beitrag zur Stadtgeschichte. In: Ostmecklenburgische Heimat. Band 6, 1933, S. 105–107 (online).
- Vorgeschichtliche Bodenfunde, ein vernachlässigtes Volksgut. In: Mecklenburgische Monatshefte. 1933.
- Bronzezeit im Norden. In: Die Kunde. 1979.
- Der Bildstein von Anderlingen und seine Verbindung zu Skandinavien. In: Die Kunde. 1990/1991.

Als Herausgeber
- Die Urnenfriedhöfe in Niedersachsen. 8 Bände, Lax, Hildesheim 1961–1970 (von Carl Schuchhardt begründete Reihe).
- sechs Bände in der Reihe Veröffentlichungen der urgeschichtlichen Sammlungen des Niedersächsischen Landesmuseums zu Hannover.